# Gregg Chillin
Gregg Chillin (Cambridgeshire, 15 december 1988) is een Brits acteur en stemacteur.

## Biografie
Chillin werd geboren in de graafschap Cambridgeshire bij ouders van Armeense en Engelse afkomst. Op elfjarige leeftijd begon Chillin met zijn carrière als model in een advertentie voor een frisdrank.  Op achttienjarige leeftijd kreeg hij een opleiding aangeboden op de Royal Academy of Dramatic Art in Bloomsbury, maar hij wees dit af om te gaan acteren in het Nationaal Theater.
Chillin begon in 2001 met acteren als stemacteur met de stem van Ron Weasley in de computerspel Harry Potter and the Philosopher's Stone, waarna hij meerdere rollen speelde in televisieseries, films en computerspellen. Hij is onder andere bekend van zijn rol als Zoroaster in de televisieserie Da Vinci's Demons, waar hij in 27 afleveringen speelde (2013-2015).

## Filmografie

### Films
Uitgezonderd korte films.
- 2013 The Last Witch - als Daniel Herrick
- 2012 Twenty8k - als Ricky Shah
- 2011 Freddy Frogface - als Victor (stem)
- 2010 Huge - als Kayvan
- 2010 Pulse - als Rafee Hussein
- 2010 4.3.2.1. - als Manuel
- 2006 A Good Year - als hiphopper
- 2002 Epsteins Nacht - als
- 2002 Green-Eyed Monster - als Renato

### Televisieseries
Uitgezonderd eenmalige gastrollen.
- 2023 Cobra - als Nate Stevens - 6 afl.
- 2023 The Wheel of Time - als Ingtar Shinowa - 6 afl.
- 2022 Harmonica - als Shavi - 5 afl.
- 2018-2022 A Discovery of Witches - als Domenico - 20 afl.
- 2021 The One - als Nick Gedny - 7 afl.
- 2020 Absentia - als Mubin - 2 afl.
- 2019 Queens of Mystery - als Tobias Young - 2 afl.
- 2018 Dark Heart - als dr. Luke Paul - 3 afl.
- 2016 Scott & Bailey - als Neil Simpson - 3 afl.
- 2013-2015 Da Vinci's Demons - als Zoroaster - 27 afl.
- 2012 Leaving - als Jonah - 3 afl.
- 2012 Kidnap and Ransom - als Mahavir Mehta - 3 afl.
- 2012 Inside Men - als Riaz - 4 afl.
- 2009 Being Human - als Owen - 5 afl.
- 2007 Nearly Famous - als Ash Chopra - 6 afl.
- 2004 The Mysti Show - als Rob - 2 afl.
- 2002 The Queen's Nose - als Jack - 6 afl.

### Computerspellen
- 2012 Harry Potter for Kinect - als Ron Weasley
- 2011 Harry Potter and the Deathly Hallows: Part II - als stem
- 2007 Harry Potter and the Order of the Phoenix - als bendelid/student
- 2005 Harry Potter and the Goblet of Fire - als Ron Weasley
- 2004 Harry Potter and the Prisoner of Azkaban - als Ron Weasley
- 2002 Harry Potter and the Chamber of Secrets - als Ron Weasley
- 2001 Harry Potter and the Philosopher's Stone - als Ron Weasley